# Spoorlijn 140 (België)
Spoorlijn 140 is een Belgische spoorlijn die Ottignies-Louvain-la-Neuve verbindt met Marcinelle bij Charleroi. De lijn is 36 km lang.

## Geschiedenis
Op 19 mei 1855 werd een 3 km lange spoorlijn tussen Ottignies en Court-Saint-Étienne officieel geopend door de spoorwegmaatschappij de Louvain à Charleroi. Enkele maanden later, op 20 augustus 1855 werd ook de rest van de spoorlijn naar Marcinelle officieel geopend. In 1859 ging de lijn op in de fusie Est-belge, in 1864 in de Grand Central Belge. Op 1 januari 1897 werd de Grand Central Belge overgenomen door de Belgische Staatsspoorwegen.
De spoorlijn werd van bij het begin dubbelsporig aangelegd. Tussen Court-Saint-Etienne en Fleurus werd de spoorlijn tijdelijk op enkelspoor gebracht, maar bij de elektrificatie van de spoorlijn werd dit stuk terug op dubbelspoor gebracht. Op 1 juni 1986 was de spoorlijn over de hele lengte geëlektrificeerd met een bovenleidingsspanning van 3 kV.
Op 31 mei 1987 werd een verbindingsboog geopend die het station Charleroi-West verbindt met het station Charleroi-Centraal zodat treinen naar het hoofdstation van Charleroi, en verder richting Namen, niet meer moeten rondrijden via station Marcinelle. Deze boog wordt aangeduid met nummer 140/1, is enkelsporig en geëlektrificeerd.
Vanaf midden 2021 zal het station van Fleurus functioneren als toegangspoort voor de luchthaven van Charleroi. De werken zij gestart in 2019 en duren normaal twee jaar. De bedoeling is om de Spoorlijn 140, die Fleurus met Ottignies verbindt, op te waarderen. De frequentie zou zowel in de week als tijdens het weekend verdubbelen. Daarnaast zal er ook samengewerkt worden met de TEC, om de reizigers in enkele minuten van het station naar de luchthaven te brengen, in het kader van dit project, komt er een IC-treinverbinding (Periode 2021-2023) Leuven – Ottignies – Charleroi-Centraal, met halte in het vernieuwde station Fleurus, dat per TEC bus voor een vlotte verbinding zal zorgen met Brussels South Charleroi Airport.
De maximumsnelheid op spoorlijn 140 bedraagt 120 km/u.

## Treindiensten
De NMBS verzorgt het personenvervoer met piekuur- en S- treinen.
| Serie       | Treinsoort               | Route                                                  | Bijzonderheden                                            |
| ----------- | ------------------------ | ------------------------------------------------------ | --------------------------------------------------------- |
| P 7750/8750 | Piekuurtrein (NMBS)      | [ Erquelinnes – ] / [ Ottignies – ] Charleroi-Centraal | Rijdt alleen op werkdagen.                                |
| S 61        | S-trein Charleroi (NMBS) | Waver – Charleroi-Centraal – Jambes                    | Rijdt in de week 2×/u tussen Jambes - Charleroi-Centraal. |

## Aansluitingen
In de volgende plaatsen is of was er een aansluiting op de volgende spoorlijnen:
Ottignies
Spoorlijn 139 tussen Leuven en Ottignies
Spoorlijn 161 tussen Schaarbeek en Namen
Court-Saint-Etienne
Spoorlijn 141 tussen Manage en Court-Saint-Etienne
Fleurus
Spoorlijn 131 tussen Y Noir-Dieu en Y Bois-de-Nivelles
Spoorlijn 147 tussen Landen en Tamines
Ransart
Spoorlijn 121 tussen Lambusart en Wilbeauroux
Lodelinsart
Spoorlijn 140A tussen Châtelet en Lodelinsart
Spoorlijn 264 tussen Lodelinsart en Jumet-Coupe
Dampremy-Charbonnages
Spoorlijn 262 tussen Dampremy-Charbonnages en Raccordement Verres Speciaux
Charleroi-West
Spoorlijn 260 tussen Monceau en Charleroi-West
Marcinelle
Spoorlijn 124 tussen Brussel-Zuid en Charleroi-Centraal
Spoorlijn 124A tussen Luttre en Charleroi-Centraal
Spoorlijn 130A tussen Charleroi-Centraalen Erquelinnes

## Verbindingsspoor
140/1: Charleroi-West (lijn 140) - Charleroi-Centraal (lijn 124)